# Східний щит
Східний щит (пол. Tarcza Wschód) це національна оборонна ініціатива, започаткована польським урядом для зміцнення східних кордонів з Білоруссю та російським ексклавом Калінінградом. Програма є одним із найбільш значних інвестицій у національну безпеку та оборону кордонів у післявоєнній історії Польщі.

## Програма
Уряд Польщі оголосив про програму Східного щита 18 травня 2024 року. Програма спрямована на посилення військової готовності та безпеки кордонів Польщі за допомогою комплексного поєднання сучасних систем спостереження, фізичних бар’єрів та розвитку інфраструктури. Програма підтримується значними інвестиціями понад 10 мільярдів польських злотих (приблизно 2,55 мільярда доларів США), які будуть виділені протягом наступних чотирьох років. Це фінансування підтримає будівництво та розгортання різноманітних оборонних споруд уздовж кордону.

### Фізичні бар'єри
Східний щит передбачає встановлення фізичних бар'єрів, призначених для перешкоджання та контролю пересування через кордон. Ці бар’єри служать як стримуючий фактор, так і засобом затримки потенційних вторгнень.

### Системи РЕБ
Ключовою особливістю програми є розгортання передових систем спостереження, деякі з яких працюють на основі штучного інтелекту. Ці системи охоплюють низку можливостей, включаючи розвідку зображень (IMINT), розвідку сигналів (SIGINT) і акустичний моніторинг.
Кордон буде обладнано низкою базових станцій і щогл, на яких розміщено системи попередження та стеження. Ці установки також сприятимуть зашифрованому зв’язку, радіоелектронній боротьбі та заходам проти дронів.
Для інтеграції інформації, зібраної системами спостереження, будуть створені оперативні центри аналізу даних. Ці центри використовуватимуть штучний інтелект для обробки даних і автоматичного підключення до систем зброї.

## Сприйняття
Польща висловила намір співпрацювати з партнерами по НАТО і Європейському Союзу в рамках програми Східний щит. Ця ініціатива розглядається як ключовий проект, який змінить динаміку безпеки в регіоні, особливо в світлі колективної оборони східного флангу НАТО. Оголошення Східного щита було зустрінуто підтримкою з різних сторін, включаючи країни Балтії, які поділяють подібні проблеми безпеки. Програма розглядається як проактивний захід для зміцнення регіональної стабільності та стримування потенційної агресії.